# 耶律古乃
耶律古乃（1234年—1269年），大蒙古国行广宁府路总管军民万户府事耶律收国奴的长子。1259年，收国奴逝世，耶律古乃嗣位。中统元年（1260年），古乃征讨河西；三年（1262年），征讨李璮，攻破峄山，因功皆受赏。至元六年（1269年），大蒙古国朝廷将广宁并于东京，古乃去职，东辽国附属政权完全灭亡；同年，耶律古乃去世，得年36虚岁。

## 延伸阅读
[在维基数据编辑]
 《新元史/卷134》，出自柯劭忞《新元史》